# Paulie - Il pappagallo che parlava troppo
Paulie - Il pappagallo che parlava troppo (Paulie) è un film del 1998 diretto da John Roberts e con protagonisti Jay Mohr e Tony Shalhoub.

## Trama
Misha Vilyenkov è un immigrato russo che vive in America e lavora come inserviente in un laboratorio di sperimentazione sugli animali, gestita dal dottor Reingold, un medico scienziato. Qui, durante uno dei suoi turni di lavoro, incontra Paulie, un Conuro capoazzurro con una particolare abilità: quella di parlare perfettamente la lingua umana. Paulie stesso ammette di non sapere come gli sia possibile ciò. Misha cerca allora di far conoscere questa abilità anche al proprietario del laboratorio, ma il pappagallo si rifiuta di parlare davanti ad altri testimoni.
Misha ammette davanti al pappagallo di sentirsi solo e umiliato, poiché in Russia era un grande professore universitario di letteratura che in America si è ridotto ad un umiliante lavoro da inserviente. Paulie spiega a Misha che il fatto di parlare così tanto gli ha portato solo guai, dicendo che la sua è stata una storia molto lunga. Incuriosito, Misha convince Paulie a raccontargli la sua storia definendosi come un russo che adora ascoltare le storie lunghe, portandogli in cambio dei pezzi di mango da mangiare.
Paulie inizia quindi a raccontare la sua vita a partire dall'incontro con la sua vera proprietaria, Marie Alweather, una bambina balbuziente e adorabile. A causa del suo problema linguistico, Marie deve imparare bene come parlare e in questo modo anche Paulie, che non si separa mai dalla sua padroncina, inizia a pronunciare le prime parole, fino ad arrivare a pronunciare frasi complesse aiutando la stessa Marie ad apprendere. Ben presto il padre di Marie, un soldato impegnato in una missione all'estero, torna a casa e vedendo la figlia "fantasticare" su Paulie, dicendo che il pappagallo parla, inizia a pensare che l'animale abbia una brutta influenza sulla bambina. Così un giorno, dopo anche un evento drammatico in cui Marie aveva rischiato la vita di farsi cadere dalla finestra del bagno nel tentativo di incoraggiare Paulie per farlo volare, convince la madre a dare via l'uccello.
Iniziano da qui le avventure di Paulie per ricongiungersi con la piccola Marie. Inizialmente viene impiegato in un'azienda che produce dépliant pubblicitari, successivamente viene impiegato da un mago nelle feste per bambini ed infine viene impegnato in un banco di pegni, dove trascorre il suo tempo a insultare i clienti. Un giorno viene acquistato da Ivy, un'artista vedova, che aiuta il pappagallo (incapace ancora di volare) a raggiungere Los Angeles, città dove si è trasferita la famiglia di Marie. Purtroppo la loro missione si interrompe bruscamente il giorno in cui Ivy perde la vista. Paulie resterà con lei e le farà da occhi fino al giorno della sua morte. In seguito impara finalmente a volare e continua il suo viaggio da solo.
Raggiunta Los Angeles, Paulie incontrerà altre persone, tra cui Ignacio, un musicista latino-americano e proprietario di alcuni pappagalli (presso il quale Paulie prenderà una cotta per una pappagallina di nome Lupe) e Benny, un ladruncolo che sfrutterà il pappagallo per i suoi crimini da quattro soldi. Una sera, durante un furto di gioielli, Paulie viene scoperto dal padrone di casa, rimane bloccato all'interno di una casa e Benny lo abbandona. Il pappagallo viene dunque portato nel laboratorio del dottor Reingold dove verrà sottoposto a vari esperimenti per capire il motivo della sua intelligenza, con la falsa promessa che una volta finiti tutti gli esperimenti sarà riportato da Marie. Quando l'uccello scopre di essere stato ingannato si rifiuta di cooperare svolazzando via e perciò gli vengono tagliate le penne delle ali.
Da quel momento Paulie non parla più con nessuno e becca chiunque gli si avvicini, tanto che decidono di confinarlo nello scantinato del laboratorio, dove perderà la cognizione del tempo e sarà dimenticato da tutti fino all'incontro con Misha.
Commosso dalla storia, Misha decide quindi di abbandonare il suo lavoro e liberare Paulie per l'ingiustizia compiutagli del viscido dottor Reingold. Servendosi delle tronchesi, taglia le sbarre della gabbia dove Paulie era stato rinchiuso. Il pappagallino, commosso per il grande gesto, ringrazia l'amico russo e insieme scappano seminando tutti gli scienziati intenti a ricatturarlo, liberando inoltre tutti gli animali del laboratorio. Alla fine, Misha e Paulie riescono a raggiungere la casa di Marie, ormai cresciuta e diventata una donna e Paulie, anche se inizialmente titubante per il diverso aspetto fisico della sua padroncina, una volta averla riconosciuta spicca il volo verso di lei, segno che le sue penne sono infine ricresciute. Misha, contento di avere aiutato il suo amico pappagallo, si prepara ad andarsene, ma viene invitato da Marie e Paulie a rimanere con loro. Misha, inizialmente è titubante perché ha paura di soffrire come aveva sofferto in passato, ma poi riesce a sconfiggere la paura ed accetta il loro invito. Tra Misha e Marie sembra scattare una scintilla, probabilmente l'inizio di una storia d'amore.
Intenti a rientrare in casa, Marie chiede a Paulie cosa ha fatto in tutto quel tempo, e il pappagallino inizia a raccontarle le sue avventure.

## Distribuzione

### Prima TV
In Italia, viene trasmesso per la prima volta su Canale 5 il 25 aprile 2001.

## Accoglienza

### Incassi
Il film ha incassato 26.875.268 di dollari in tutto il mondo contro un budget di 23 milioni. Riuscito a malapena a recuperare il budget, il film all'epoca venne considerato un flop, ma negli anni successivi riuscì a incassare qualcosa in più nel mercato dell'home video.

### Critica
Il film ricevette da critiche miste a critiche generalmente positive. Sull'aggregatore Rotten Tomatoes il film ha ottenuto un indice di gradimento del 62% basato su 37 recensioni professionali.

## Riconoscimenti
| Premio                 | Categoria                                                           | Risultato  |
| ---------------------- | ------------------------------------------------------------------- | ---------- |
| ALMA Award             | Miglior attore non protagonista - Cheech Marin                      | Nomination |
| ALMA Award             | Miglior attrice non protagonista - Trini Alvarado                   | Nomination |
| BAFTA Children's Award | Miglior film per bambini                                            | Vinto      |
| Bronze Gryphon         | Early Screens - John Roberts                                        | Vinto      |
| Young Artist Award     | Miglior film commedia per la famiglia                               | Nomination |
| Young Artist Award     | Miglior attrice minorenne di 10 anni o meno - Hallie Kate Eisenberg | Nomination |
| Young Artist Award     | Miglior attrice - Hallie Kate Eisenberg                             | Nomination |